# Centro Cultural Internacional Oscar Niemeyer
O Centro Cultural Internacional Oscar Niemeyer, ou simplesmente Centro Niemeyer, é um centro cultural localizado em Avilés, em Astúrias, na Espanha. É "uma praça aberta ao redor do mundo, um lugar para educação, cultura e paz", nas palavras de Oscar Niemeyer.

## Oscar Niemeyer: A concepção
O arquiteto brasileiro Oscar Niemeyer (criador dos mais importantes edifícios da cidade de Brasília, e um dos mitos da arquitetura universal) recebeu o Prémio Príncipe das Astúrias em 1989, sendo esta a origem do relacionamento do arquiteto com o Principado das Astúrias. Anos mais tarde, Niemeyer doou um projeto ao Principado. Seu projeto pretende ser um dos compromissos internacionais na produção de conteúdos culturais, associados a uma zona dedicada à excelência em educação e cultura. Este é o seu único trabalho na Espanha, e, nas palavras do próprio Oscar Niemeyer, o mais importante de tudo quanto fez na Europa. Esta foi também a razão pela qual o Centro Cultural Internacional recebeu o nome de seu criador.

## Construção
A primeira pedra foi colocada em abril de 2008, dando lugar aos primeiros estudos de solo antes do início das obras. É um projeto desenvolvido pelo Governo da Espanha e pelo Principado das Astúrias.
O primeiro edifício construído foi a "cúpula", para a qual se utilizou uma técnica inovadora na construção de espaços para fins artísticos.

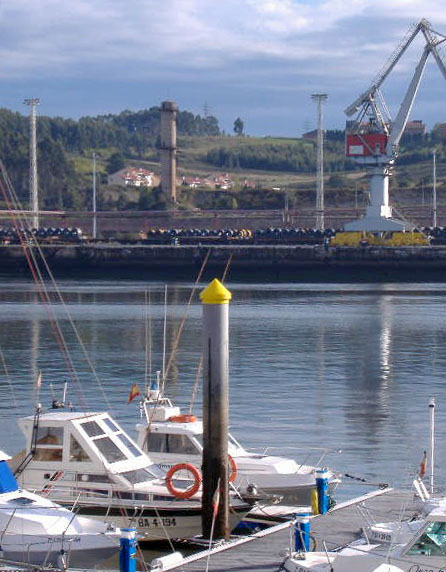
Passeio da Ria de Avilés.

O centro foi inaugurado na Primavera de 2011.

## Regeneração urbana: "o efeito Niemeyer"
Além da sua dimensão cultural, o Centro Internacional Cultural Oscar Niemeyer de Avilés tem um elemento ambiental muito importante: é a parte central de um longo processo de regeneração urbana que modificará o aspecto da cidade. Ajudará no processo de limpar o rio Avilés, eliminará o trânsito pesado da área do porto e converterá os espaços em áreas esportivas e lúdicas. Esta área é chamada agora La isla de la innovación ("a ilha da inovação"). O Centro serve como um motor para a recuperação económica de uma área urbana degradada e em processo de transformação industrial.

## Estrutura
O complexo cultural proposto consiste de cinco peças separadas e complementares:
- Praça: aberta ao público, onde serão agendadas atividades culturais e recreativas de forma permanente.
- Auditório: para cerca de 1 100 espectadores.
- Cúpula: espaço de exposição diáfano com cerca de 4 000 metros quadrados.
- Torre: mirante sobre o estuário e a cidade, com 13 metros de altura, onde se localiza o restaurante.
- Edifício polivalente: abriga o Film Centre, espaços para ensaios, reuniões e conferências.

## Um polo de conhecimento

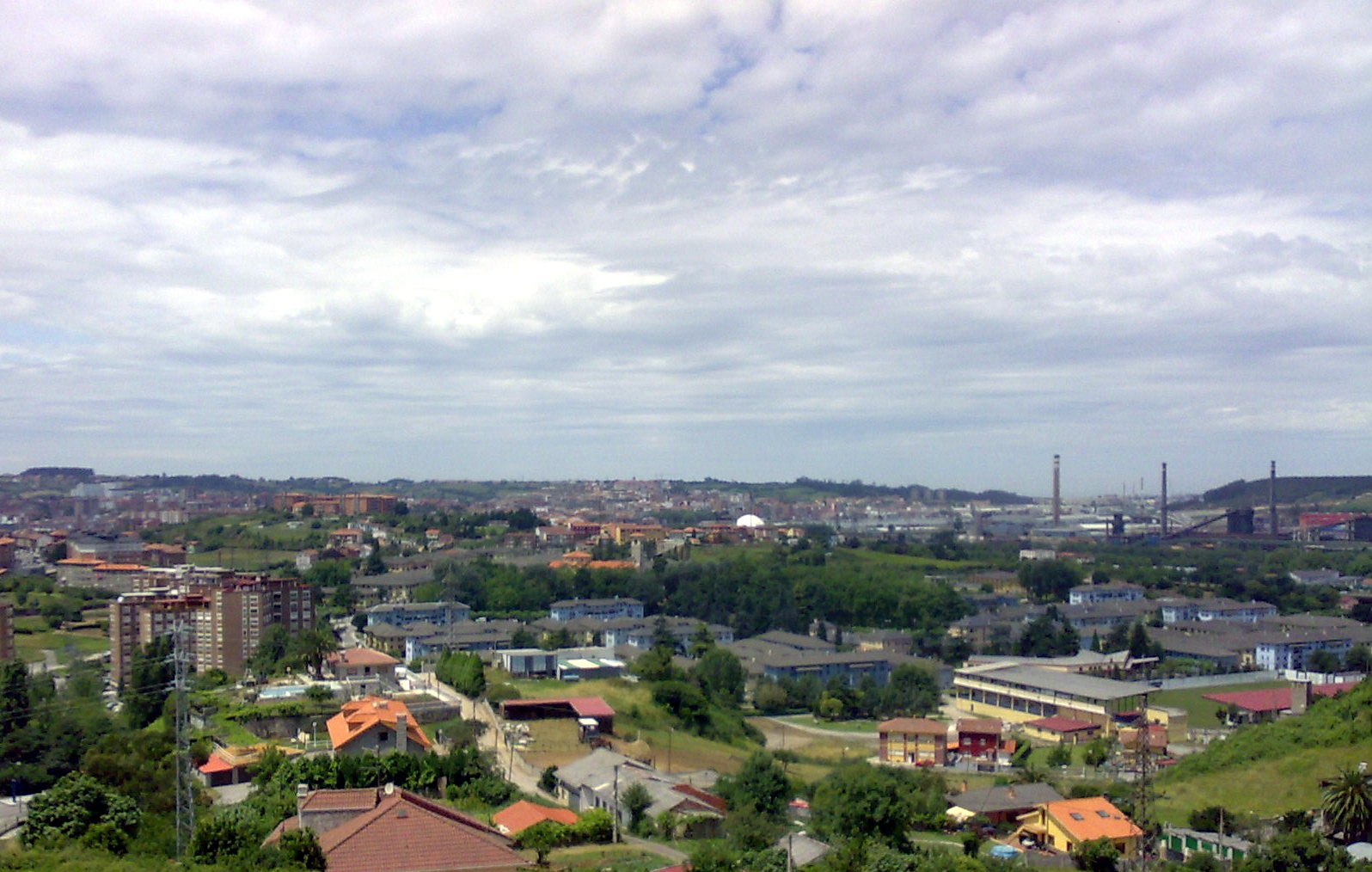
Centro Niemeyer começando a tomar forma na paisagem de Avilés.

O Centro Niemeyer é concebido como um "ímã" capaz de atrair talentos, um polo de conhecimento e criatividade. Nesta perspectiva, não é apenas uma porta de entrada para o melhor da cultura universal, mas também uma fábrica de produção de conteúdos. Para o efeito, o Centro Niemeyer irá funcionar em rede com alguns dos mais prestigiados centros culturais na cena internacional. Neste sentido, em dezembro de 2007, o Centro Niemeyer organizou o primeiro Fórum Mundial de Centros Culturais em Avilés (também conhecido como o G8 da Cultura), do qual participaram o Lincoln Center de Nova York, o Barbican Centre de Londres, o Sydney Opera House, o Centro Pompidou de Paris, a Biblioteca de Alexandria, o Fórum Internacional de Tokyo e o Hong Kong Cultural Center.

## Film Center
Uma das atividades em curso do Centro Niemeyer é o centro de Cinema. É dirigido por Woody Allen, que propôs a ideia para o Governo do Principado das Astúrias, após várias visitas ao Principado. Woody Allen tem mostrado o seu apoio ao centro de Avilés, com visitas à cidade e incluindo-a no seu primeiro filme rodado na Espanha. Em outubro de 2008, foi noticiado, na imprensa, que a European Film Academy irá colaborar com o Centro Niemeyer.

## Gastronomia
O Centro tem três espaços dedicados à gastronomia: o restaurante, a coqueteleria (ambos na Torre) e o gastrobar (no prédio multiuso).

## Exposições
A sala de exposições vasta principal está no Domo. A segunda sala, de menores dimensões, está no foyer do auditório.

## Outras artes
Educação, música, teatro, dança: o Centro Niemeyer abriga diferentes tipos de manifestações artísticas e culturais, incluindo-as em sua programação.

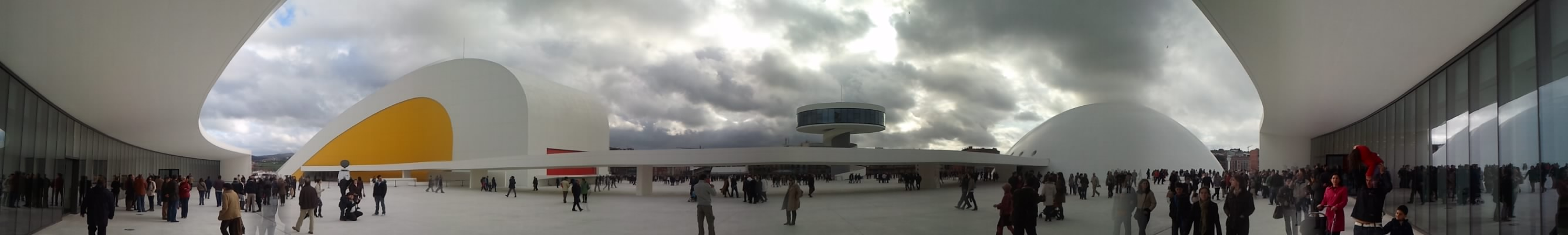
Centro Niemeyer

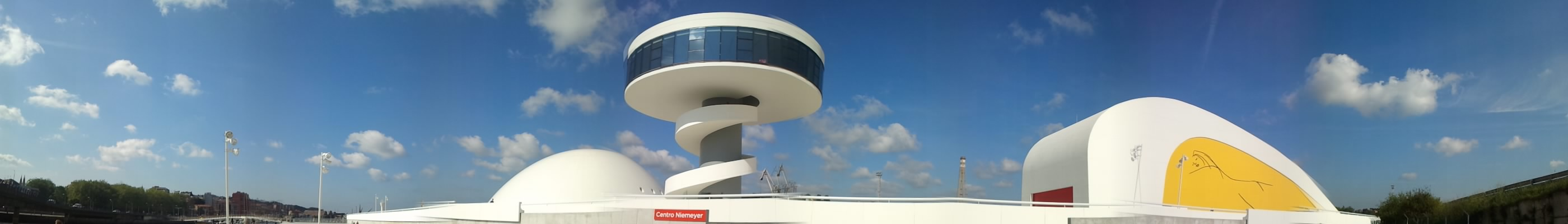
Centro Niemeyer

## A Fundação Centro Cultural Oscar Niemeyer
Em 2008, foi criada uma fundação que é responsável pela programação das atividades, com o objetivo de apresentá-lo ao cenário internacional, de modo a formar uma rede e criar uma marca sólida e prestigiada. A Fundação Centro Cultural é dirigida por Natalio Grueso.
O Centro também possui um conselho consultivo internacional que trabalha com a equipe de gestão na definição dos objetivos e na elaboração dos conteúdos. Este conselho consultivo é composto por personalidades de grande projeção internacional. Hoje, este Conselho é formado pelo cineasta Woody Allen, o cientista Stephen Hawking, o escritor Paulo Coelho, e o criador da Internet e vice-presidente do Google, Vinton Cerf. A incorporação destas personalidades pretende refletir o nível de excelência que buscam todas as atividades que estão planejadas para o Centro Niemeyer.

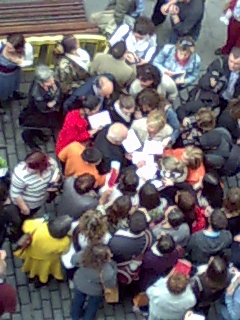
Paulo Coelho autografa livros em Avilés em 29 de maio de 2008.

O Centro Niemeyer também deu início a uma parceria com o London School of Economics, com o Instituto Cervantes, com o Teatro Old Vic de Londres (atualmente dirigido pelo ator Kevin Spacey), com a Fundação María Cristina Masaveu Peterson, com o Ministério da Cultura da Espanha e com a Caixa-Forum (La Caixa).

### Atividade
Mesmo antes da conclusão das obras, a Fundação tem desenvolvido vários programas, alguns dos quais foram:
- Estreia de Cassandra's Dream, filme dirigido por Woody Allen
- Futuras produções teatrais com o Teatro Old Vic de Londres[8]
- XX Aniversário da Celebração da publicação de O alquimista no Teatro Palacio Valdés, com a presença de seu autor, Paulo Coelho. O evento foi retransmitido pela Internet.[6]
- Visita de Fátima Mernissi, ganhadora do Prémio Príncipe das Astúrias de Letras.

A apresentação do programa inaugural criou grande emoção, sendo a prova de que esgotou os 10 mil convites para o concerto de abertura de Woody Allen e The New Orleans Jazz Band.
Sua programação está disponível através do site oficial.

## Prêmios
- Melhor Projeto Nacional, Barcelona Meeting Point[9]

- Melhor Projecto Urbano nos prêmios ao Êxito Empresarial em Astúrias [10]

## Galeria de imagens

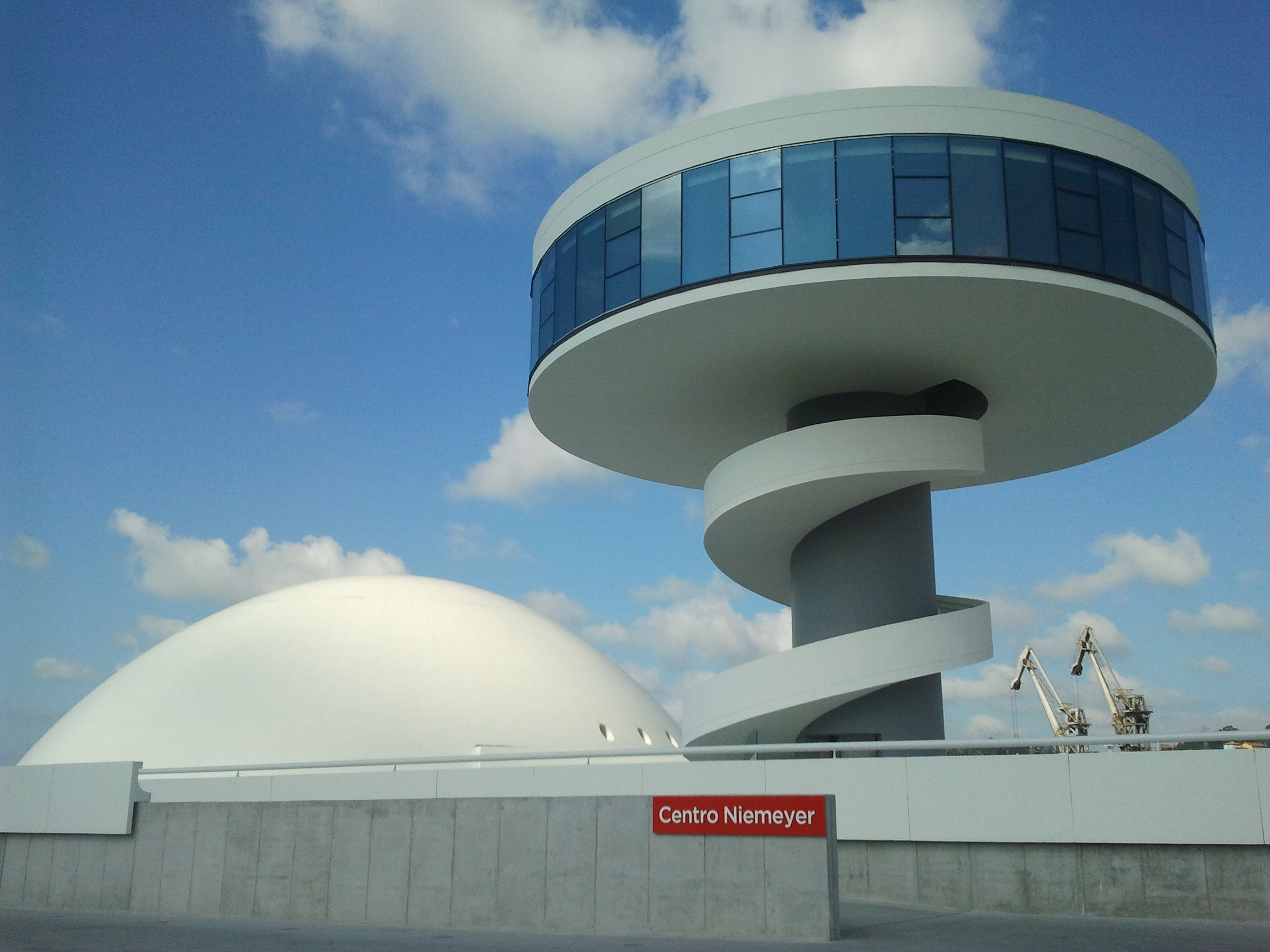
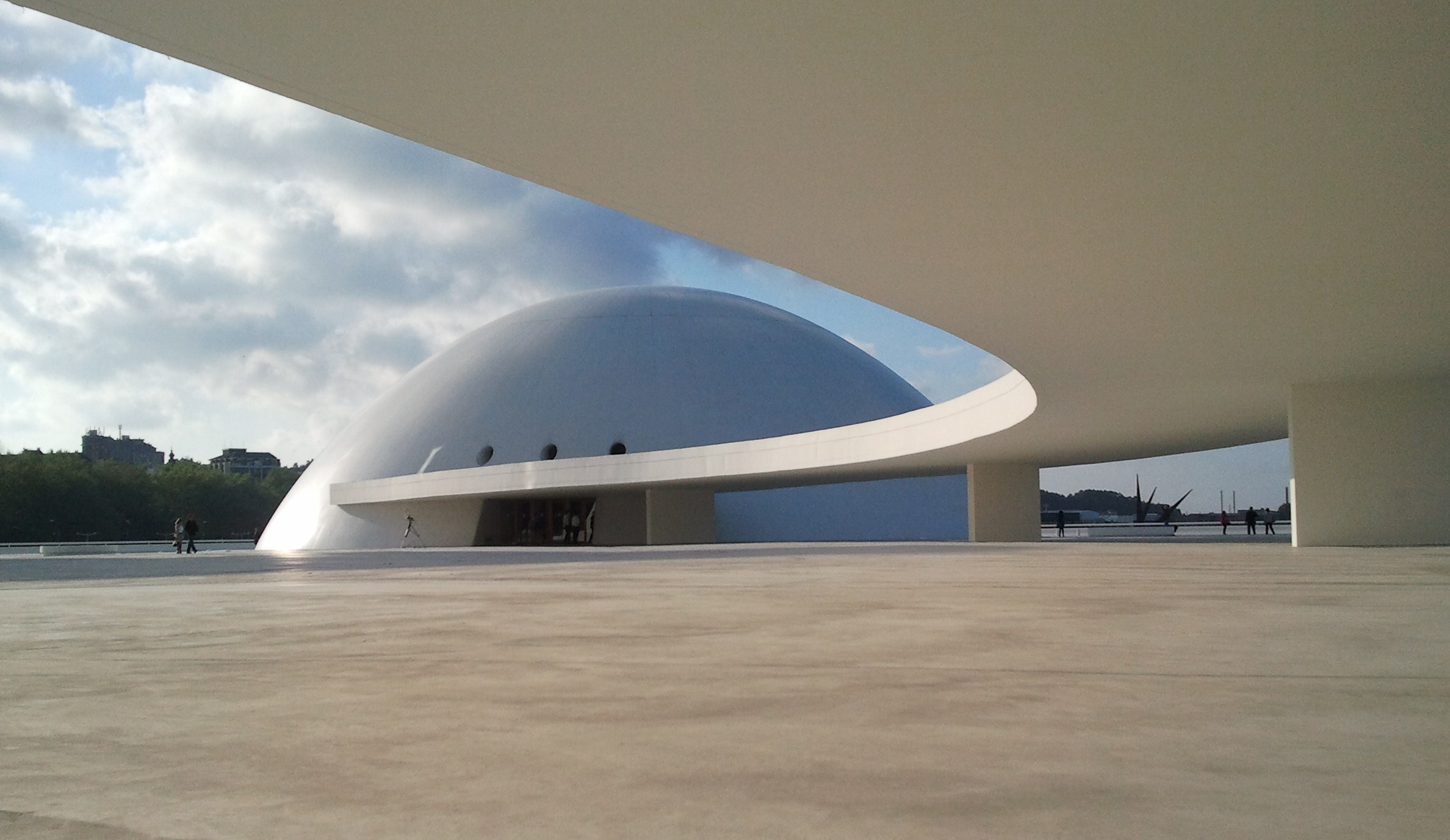
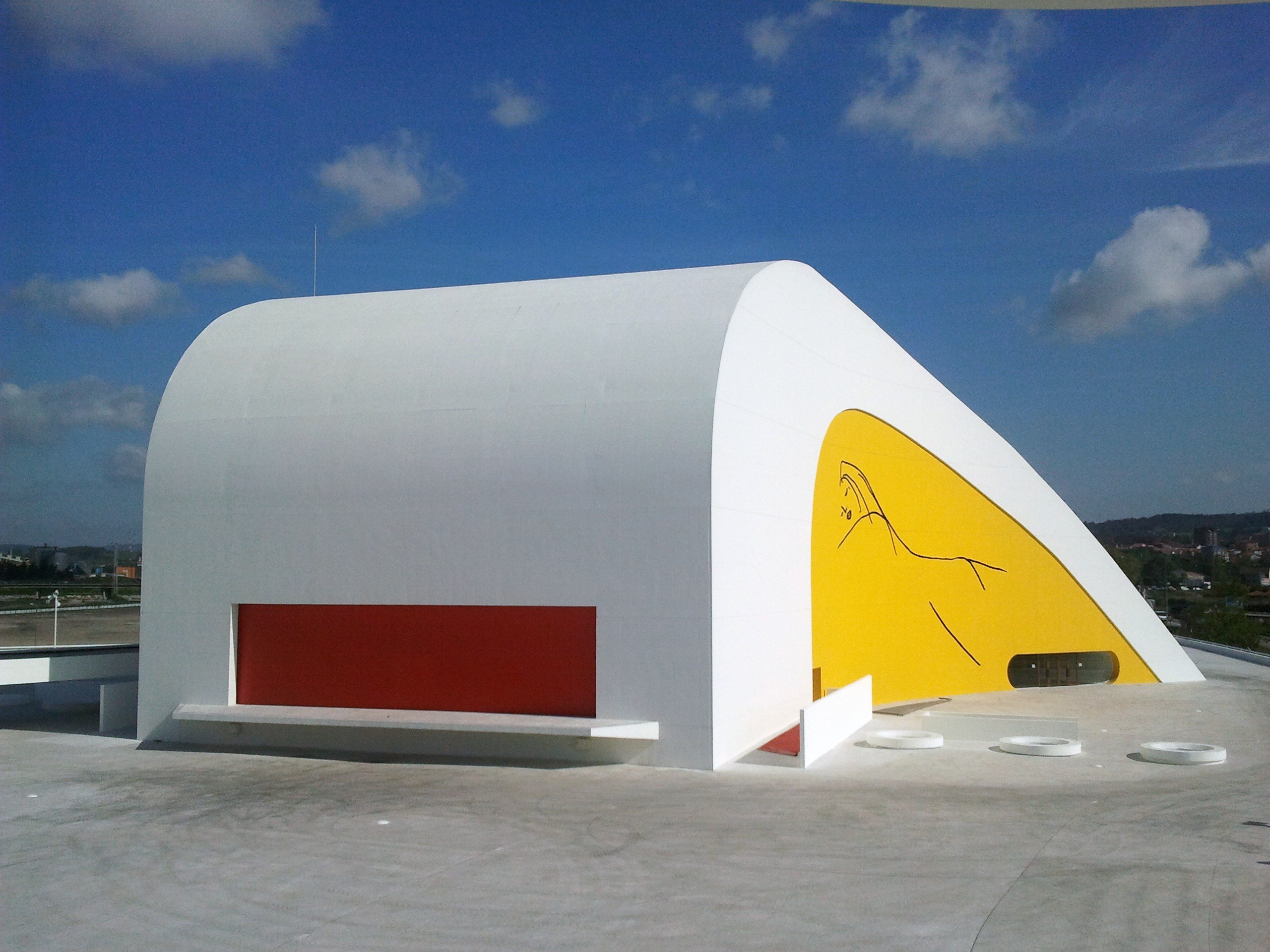
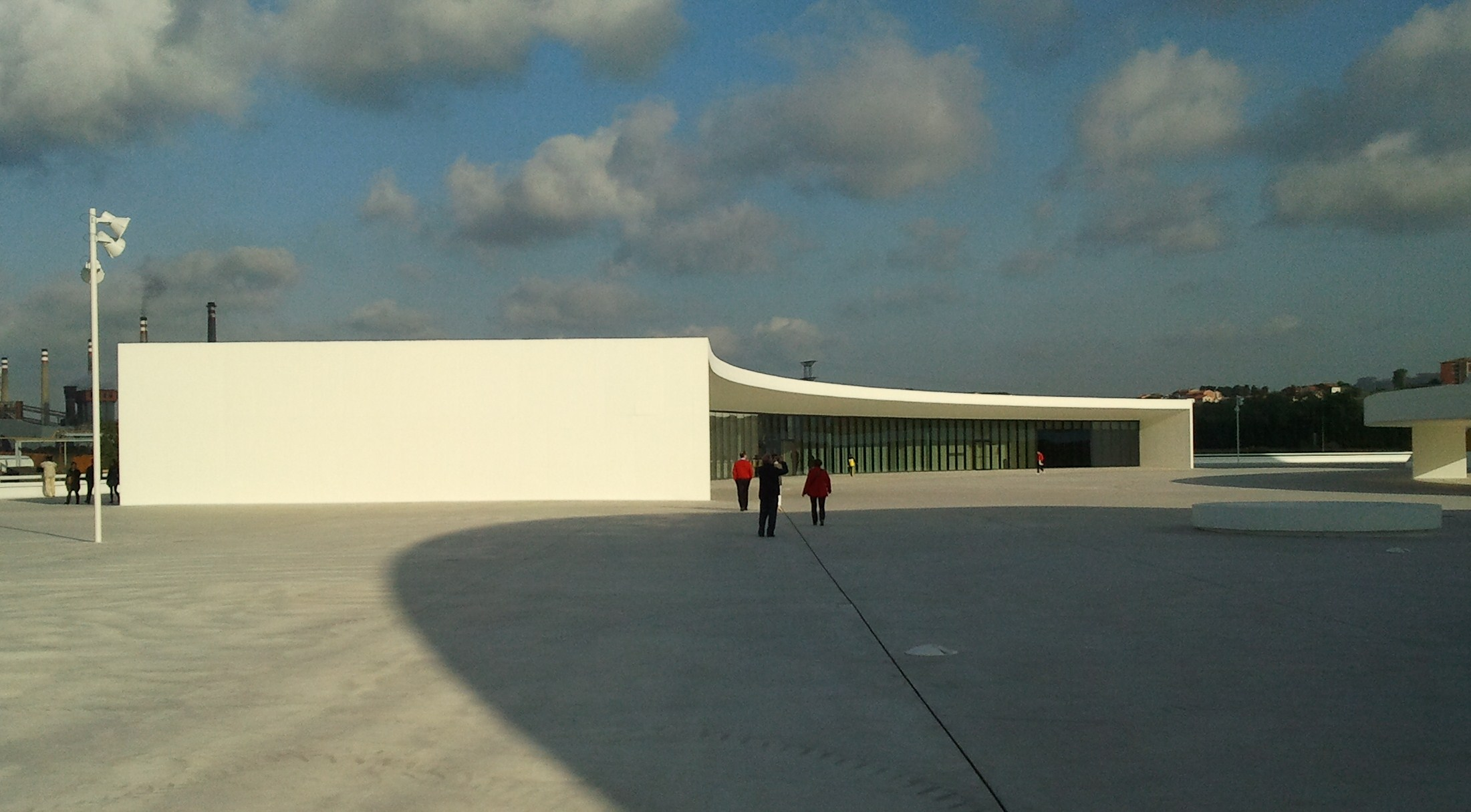
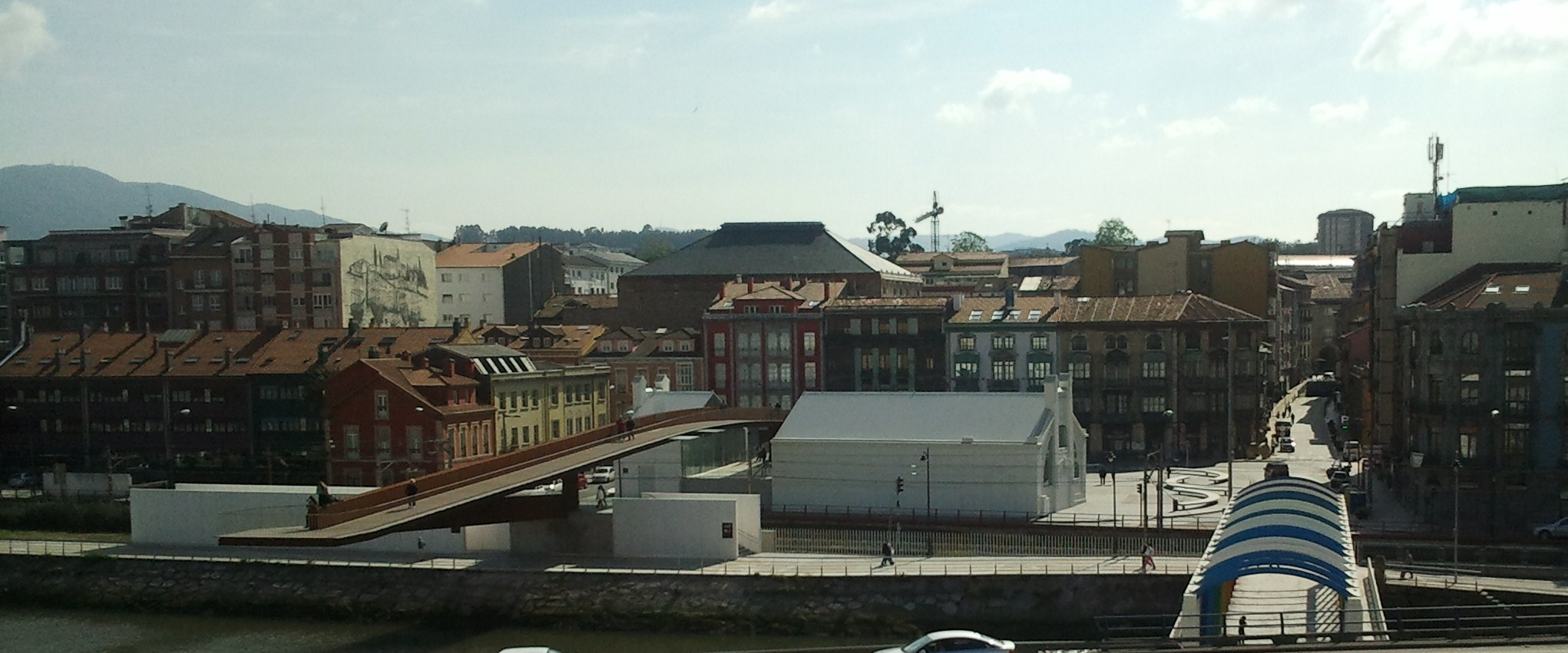
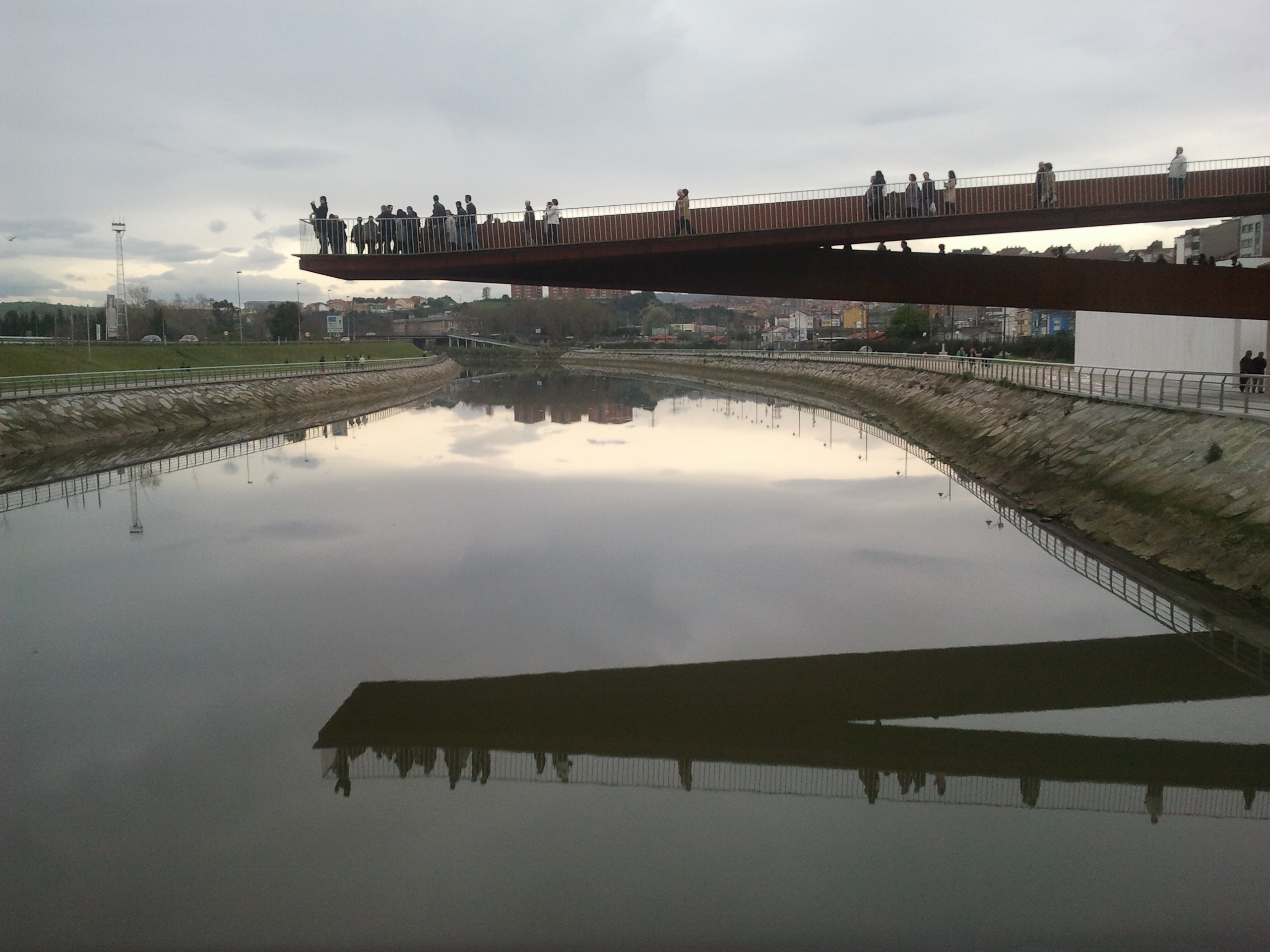
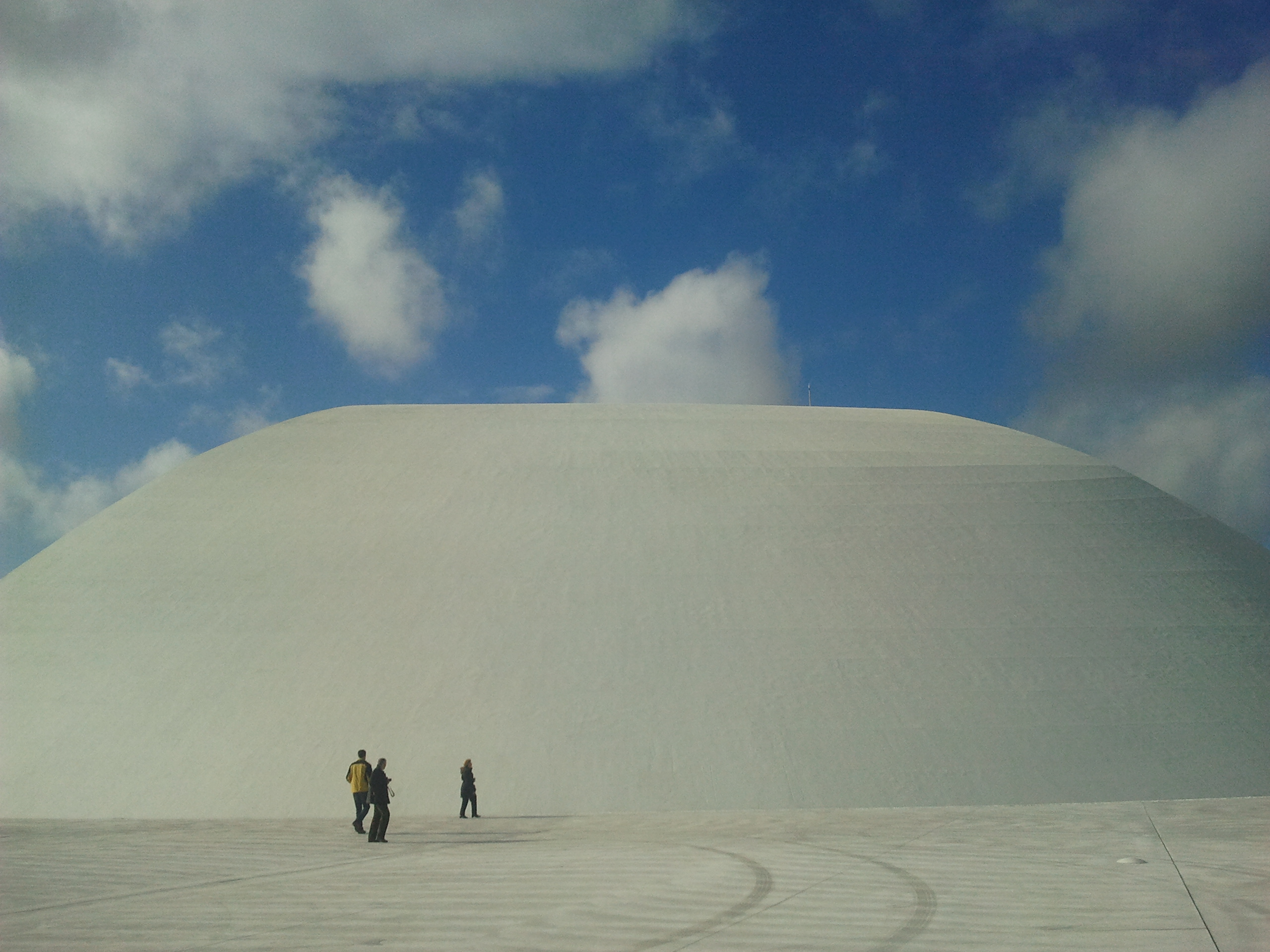
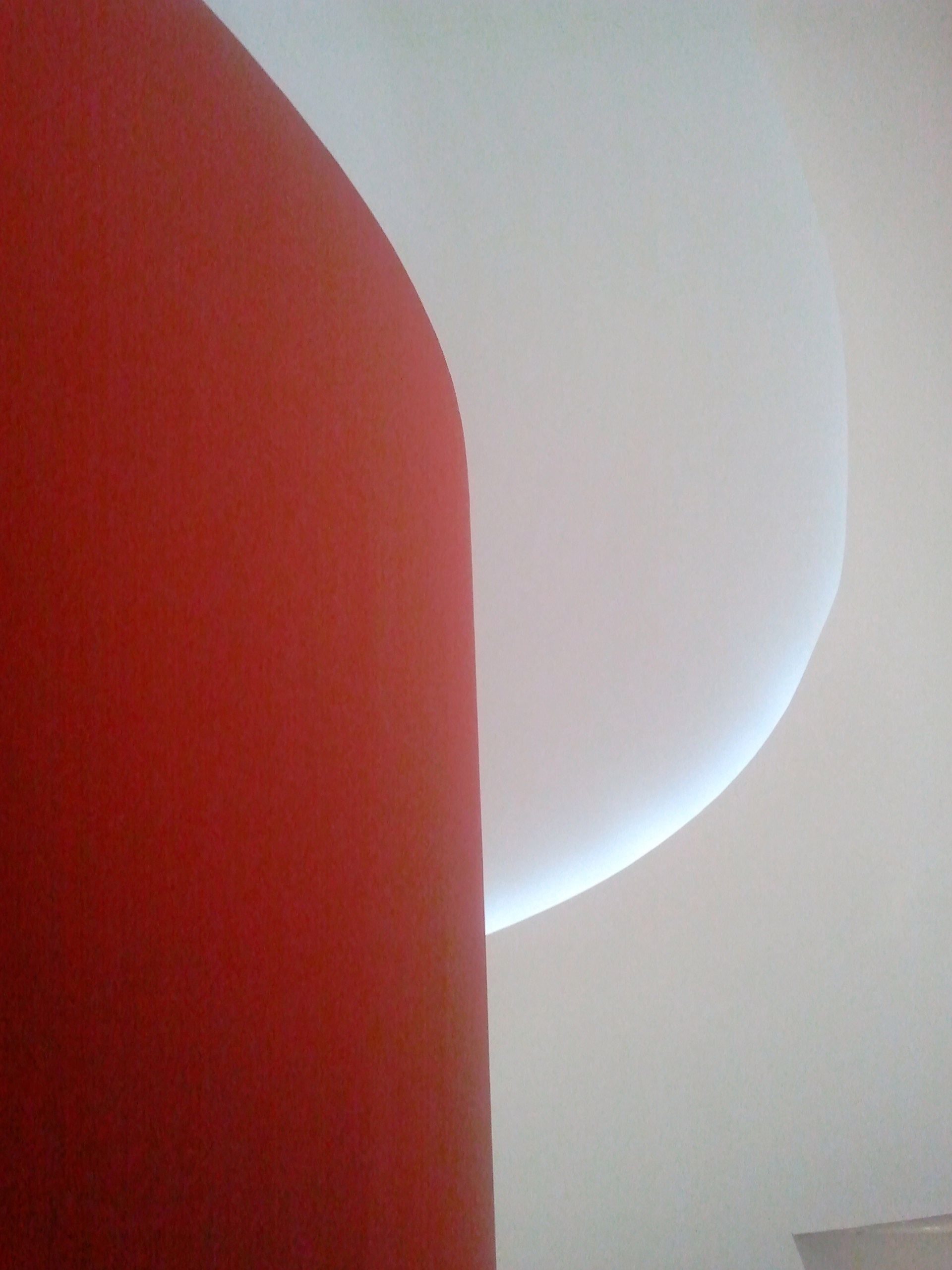
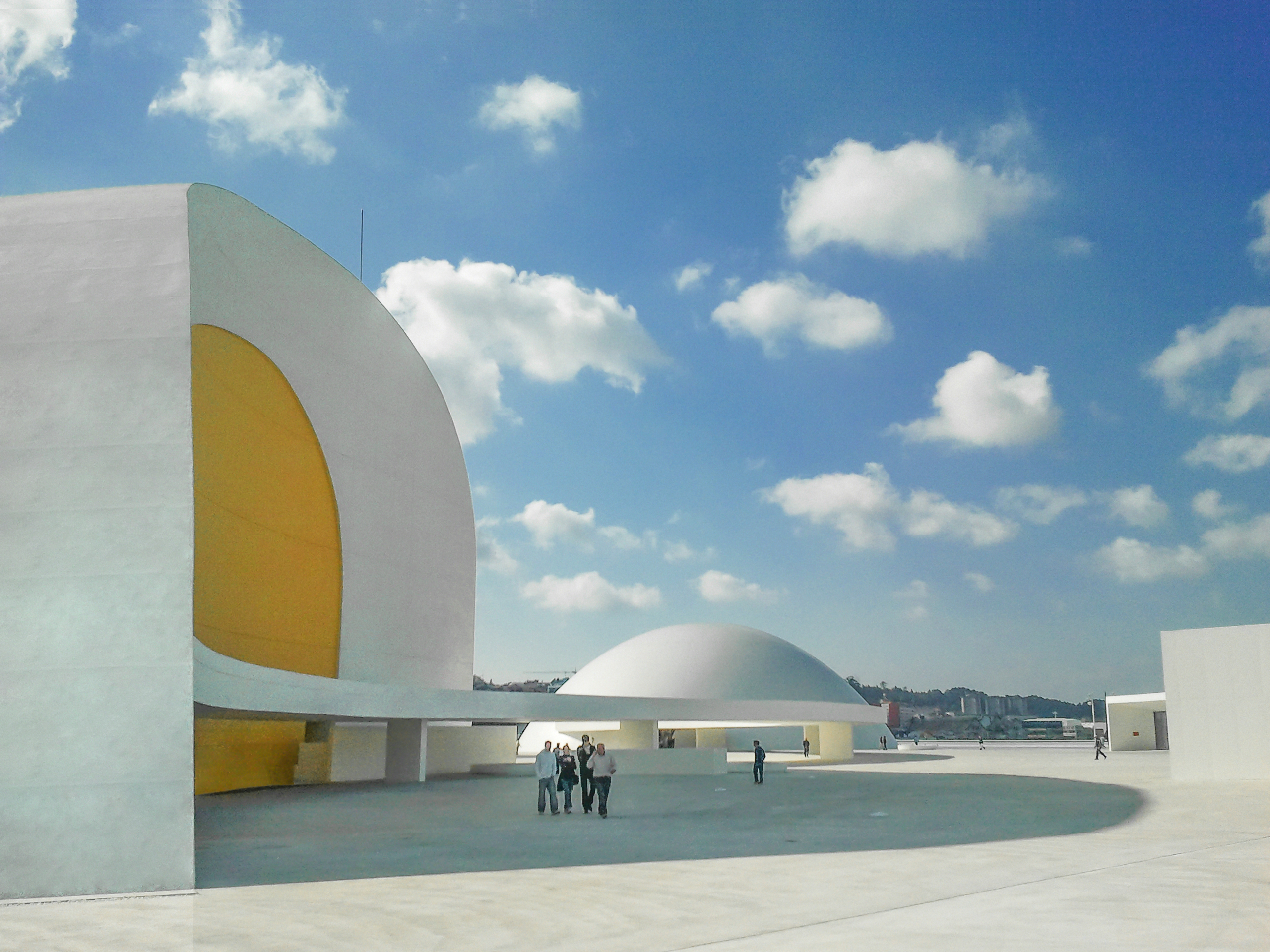
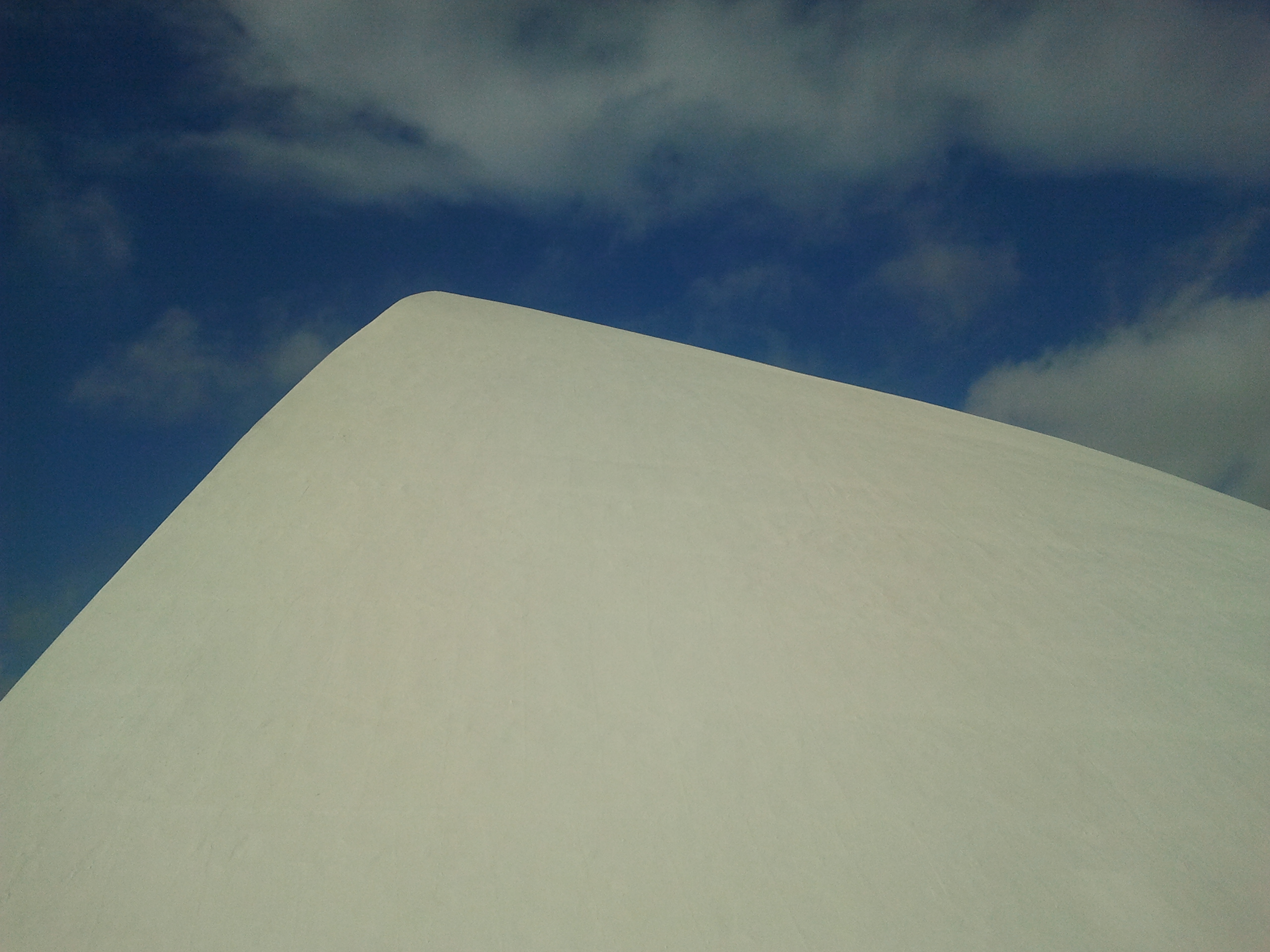
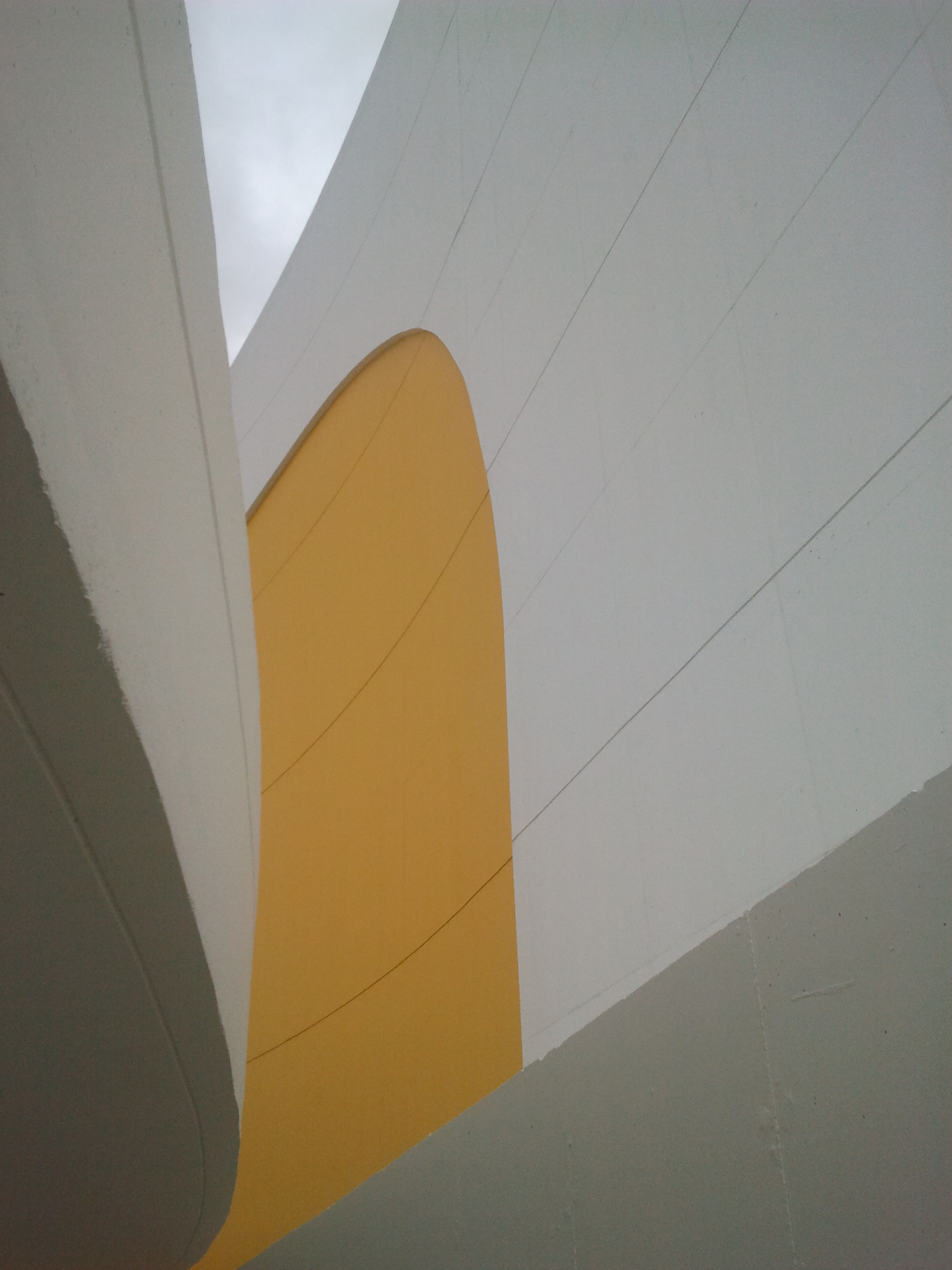
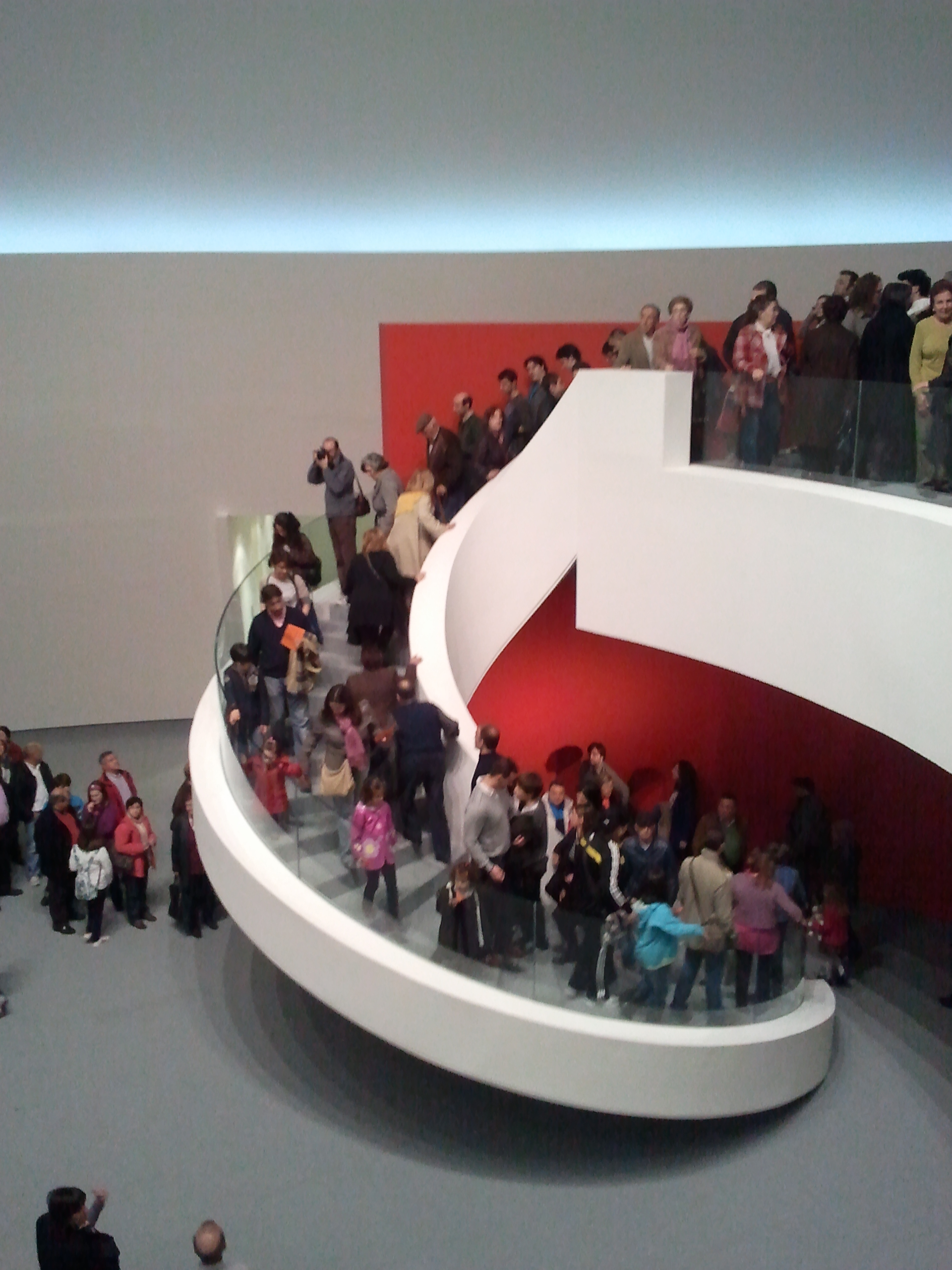